# Sân bay quốc tế Ngô Vu Nam Ninh
Sân bay quốc tế Ngô Vu Nam Ninh là một sân bay ở Nam Ninh, Quảng Tây, Trung Quốc (IATA: NNG, ICAO: ZGNN). Sân bay cách trung tâm thành phố 32 km, được xây năm 1962 và được nâng cấp năm 1990. Năm 2009, đã có 4.520.512 hành khách sử dụng sân bay này.

## Các hãng hàng không và các điểm đến

### Hành khách
| Hãng hàng không          | Các điểm đến |
| ------------------------ | --- |
| AirAsia                  | Kuala Lumpur–International |
| Air China                | Bắc Kinh-Thủ đô, Chengdu, Hàng Châu, Thượng Hải-Phố Đông |
| Air Macau                | Macau |
| Beijing Capital Airlines | Hải Khẩu, Hàng Châu, Lanzhou, Lijiang, Sanya, Yinchuan |
| Chengdu Airlines         | Chengdu, Ôn Châu, Vũ Hán, |
| China Eastern Airlines   | Trường Sa, Haikou, Hợp Phì, Côn Minh, Nanjing, Sanya, Thượng Hải-Hồng Kiều, Vũ Hán |
| China Eastern Airlines   | Đà Nẵng, Hà Nội, Osaka-Kansai, Phnom Penh, Vientiane, Yangon |
| China Express Airlines   | Trùng Khánh |
| China Southern Airlines  | Bắc Kinh-Thủ đô, Changchun, Trường Sa, Thành Đô, Trùng Khánh, Đại Liên, Quảng Châu, Guilin, Hàng Châu, Hải Khẩu, Harbin, Hợp Phì, Côn Minh, Lan Châu, Nam Xương, Nanjing, Ningbo, Thanh Đảo, Thượng Hải-Hồng Kiều, Thượng Hải-Phố Đông, Sán Đầu, Shenyang, Thâm Quyến, Taiyuan, Urumqi, Vũ Hán, Hạ Môn, Tây An, Trịnh Châu |
| China Southern Airlines  | Bangkok-Suvarnabhumi, Chiang Mai, Shizuoka, Taipei-Taoyuan Seasonal: Seoul-Incheon |
| GX Airlines              | Bijie, Trường Sa, Hải Khẩu, Hợp Phì, Hohhot, Jining, Linyi, Nanchang, Nanyang, Thanh Đảo, Tianjin, Tây An, Yichang, Trịnh Châu, Chu Hải |
| Hainan Airlines          | Bắc Kinh-Thủ đô, Trường Sa, Haikou, Hàng Châu |
| Hainan Airlines          | Bangkok-Suvarnabhumi |
| Hebei Airlines           | Trùng Khánh, Shijiazhuang |
| Hong Kong Airlines       | Hong Kong |
| Juneyao Airlines         | Thượng Hải-Hồng Kiều, Thượng Hải-Phố Đông |
| Korean Air               | Seoul-Incheon |
| Kunming Airlines         | Côn Minh, Hạ Môn |
| Lucky Air                | Fuzhou, Côn Minh |
| New Gen Airways          | Bangkok-Don Mueang |
| Nok Air                  | Thuê chuyến: Bangkok-Don Mueang |
| Okay Airways             | Shenzhen, Tianjin, Tây An |
| Philippine Airlines      | Thuê chuyến: Cebu |
| Ruili Airlines           | Côn Minh, Ôn Châu |
| Shandong Airlines        | Hàng Châu, Hợp Phì, Jinan, Thanh Đảo, Vũ Hán, Hạ Môn, Yantai, Zhuhai |
| Shanghai Airlines        | Thượng Hải-Hồng Kiều, Thượng Hải-Phố Đông |
| Shenzhen Airlines        | Bắc Kinh-Thủ đô, Changchun, Trường Sa, Chengdu, Trùng Khánh, Đại Liên, Fuzhou, Hàng Châu, Harbin, Hohhot, Jinan, Nanjing, Thanh Đảo, Tam Á, Shenyang, Shenzhen, Vũ Hán, Tây An, Trịnh Châu |
| Shenzhen Airlines        | Taipei-Taoyuan |
| Sichuan Airlines         | Chengdu, Trùng Khánh, Fuzhou, Hàng Châu, Harbin, Côn Minh, Vũ Hán, Tây An |
| Sky Wings Asia Airlines  | Thuê chuyến: Siem Reap |
| Spring Airlines          | Thượng Hải-Hồng Kiều |
| Thai AirAsia             | U-Tapao-Pattaya |
| Tianjin Airlines         | Trường Sa, Đại Liên, Guiyang, Haikou, Hợp Phì, Hohhot, Côn Minh, Lanzhou, Linyi, Lô Châu, Nanchang, Thanh Đảo, Quanzhou, Sanya, Taiyuan, Tianjin, Ôn Châu, Tây An, Yinchuan, Yiwu, Trịnh Châu, Tuân Nghĩa |
| Tigerair                 | Singapore |
| TransAsia Airways        | Taichung, Kaohsiung |
| Xiamen Airlines          | Fuzhou, Hàng Châu, Shenyang, Shenzhen, Hạ Môn |

### Hàng hóa
| Hãng hàng không      | Các điểm đến               |
| -------------------- | -------------------------- |
| China Cargo Airlines | Dhaka, Thượng Hải-Phố Đông |
| Hong Kong Airlines   | Trùng Khánh, Hong Kong     |